# کارل کاینبرگر
کارل کاینبرگر (آلمانی: Karl Kainberger; ۱ دسامبر ۱۹۱۲ – ۱۷ دسامبر ۱۹۹۷) بازیکن فوتبال اهل اتریش بود.